# Filangieri
La famiglia Filangieri (o Filangeri o Filingeri) è una famiglia nobile italiana di origine normanna. Radicatasi in gran parte del Mezzogiorno d'Italia nella seconda metà dell'XI secolo, occupò un ruolo chiave nella storia del Regno di Sicilia e del Regno di Napoli dopo la caduta degli Altavilla, avvenuta alla fine del XII secolo per mano degli Hohenstaufen.

## Storia
Famiglia di origine normanna, giunta nel 1045 in Italia, nel Principato di Salerno, al seguito di Roberto d'Altavilla, detto il Guiscardo, con il cavaliere Riccardo di Arnes, figlio di Ruggero, detto Tichel, a sua volta figlio di Crispino, signore di Arnes, appartenente alla stessa famiglia di Rollone, duca di Normandia, e parente stretto del duca Roberto I. Figli di Ruggero "Tichel" di Arnes e fratelli di Riccardo furono Turgisio, Silvano e un altro fratello, il cui nome è ignoto, dai quali discesero rispettivamente le famiglie Sanseverino, Gravina e Sambiase. Riccardo di Arnes partecipò nel 1096 alla prima crociata in Terrasanta sotto il comando di Goffredo di Buglione, col quale era imparentato, che, per l'occasione, lo creò falangiero, ossia capitano delle falangi, da cui il soprannome "Angerio", col quale fu poi identificato e che sostituì definitivamente la dicitura "di Arnes" che seguiva il suo nome. Nel 1099, a seguito della vittoria nell'assedio di Gerusalemme che lo portò a diventare Difensore del Santo Sepolcro, Goffredo volle cambiare nel suo stemma la croce rossa in campo d'argento, concessale da papa Urbano II, con la croce d'oro di Gerusalemme, e lo stesso fece Riccardo, sostituendo la sua con una croce azzurra, il cui colore, lo stesso del cielo, voleva dimostrare come lui avesse partecipato a tale impresa solo in onore e gloria di Dio. Riccardo di Arnes, ossia Riccardo "Angerio", spesso denominato semplicemente Angerio, fu quindi creato conte e signore di Candida, Lapio, Nocera dei Pagani, Pietrastornina e Sant'Adiutore, e sposò Urania, sorella del cavaliere normanno Lamberto. Morì poco prima del novembre del 1104, venendo sepolto nell'abbazia territoriale della Santissima Trinità di Cava de' Tirreni. I suoi discendenti furono detti "filii Angerii", cioè "figli di Angerio", e tale dicitura divenne poi il loro cognome e, con i mutamenti della lingua avvenuti nel corso degli anni, assunse infine la forma definitiva di "Filangieri". Riccardo "Angerio" è quindi considerato il capostipite della famiglia Filangieri. Si vuole che le famiglie Egidio, Molise e Senerchia abbiano avuto origine da un ramo collaterale della famiglia Filangieri.

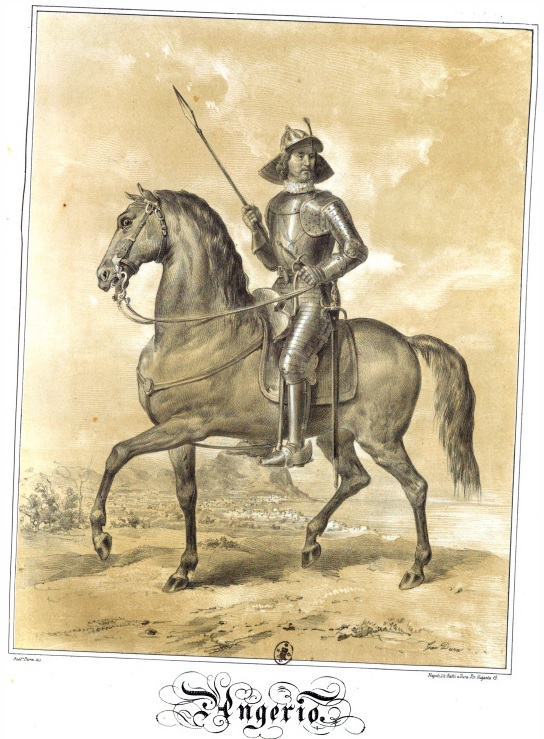
Riccardo "Angerio" Filangieri, capostipite della famiglia Filangieri

Riccardo "Angerio" aveva avuto da sua moglie Urania quattro figli, Roberto, Guglielmo, Ruggero (così denominato in onore di suo padre Ruggero di Arnes) e Tancredi, al primogenito dei quali aveva lasciato la signoria di Sant'Audiore, mentre al secondogenito anche quelle di Candida, Cortimpiano, Lapio, Nocera dei Pagani e Pietrastornina. Da quest'ultimo proseguì la discendenza di Angerio: suo figlio Giordano generò Guglielmo, che ebbe due figli, Giordano e Guidone. Questi ebbe – tra gli altri – Riccardo Filangieri, uno dei più celebri membri della famiglia Filangieri.

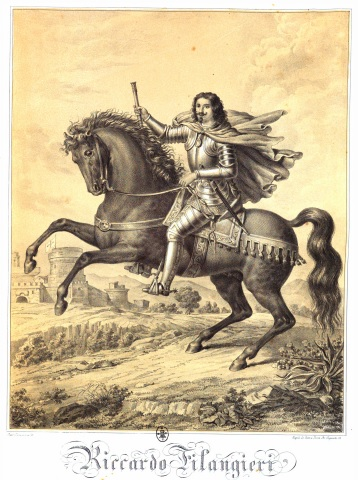
Riccardo Filangieri, uno dei più celebri membri della famiglia Filangieri

Signore di Pozzuoli, maresciallo e balì del Regno di Gerusalemme, Riccardo è noto per aver partecipato nel 1228 alla sesta crociata in Terrasanta sotto l'imperatore Federico II di Svevia e per essere diventato in seguito guelfo ed oppositore alla dinastia sveva.

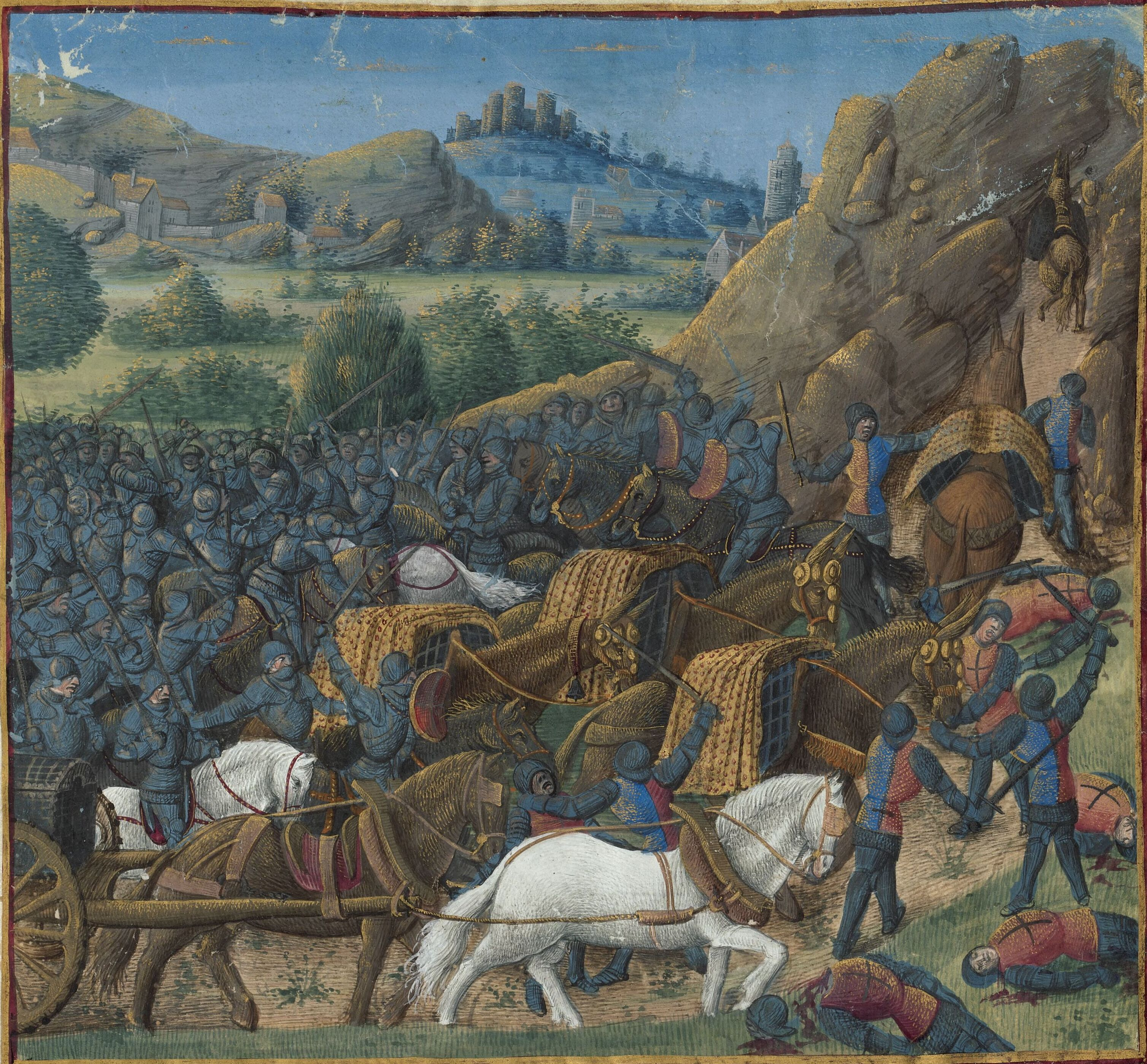
Riccardo Filangieri attacca col suo esercito i pellegrini durante la sesta crociata in Terrasanta

Col passare degli anni la famiglia arrivò a ricoprire le più alte cariche politiche e militari del Regno di Sicilia prima e del Regno di Napoli poi, arrivando infine a possedere un totale di 6 principati, 8 ducati, 2 marchesati, 16 contee e oltre 120 baronie. Fu inoltre insignita del Grandato di Spagna, dell'Ordine del Toson d'oro e di altri illustri Ordini Cavallereschi e nel 1444 fu ricevuta nell'Ordine di Malta. Tra le altre, ha goduto di nobiltà a Benevento, Messina, Napoli nei Seggi di Capuana e Nido, Palermo e Trani nel Seggio di Campo. La famiglia arrivò infine a ramificarsi nelle seguenti linee: principi di Arianello, principi di Satriano, conti di Avellino, signori di Lapio e signori di Vietri nel Regno di Napoli, principi di Cutò, principi di Mirto, principi di Santa Flavia e duchi di Pino nel Regno di Sicilia, e Candida Gonzaga. Anche il suo stemma si diversificò sempre più: i Filangieri aggregati al Seggio di Nilo vi aggiunsero un lambello rosso a tre pendenti per concessione del re Carlo I d'Angiò; i Filangieri di Sicilia usarono nove campane d'oro o d'azzurro rispettivamente in una croce d'azzurro in campo d'argento o in una croce d'argento in campo rosso per essere stati incaricati di suonare, durante i Vespri siciliani, le campane come segnale di allarme in caso di rivolta; i Candida Gonzaga usarono prima una sirena di carnagione coronata d'oro e dalla doppia coda, nuotante in un mare verde, in campo d'argento e poi inquartato con lo stesso identico carico e campo nel 1º e nel 4º quarto e con una croce d'argento in campo d'azzurro nel 2º e nel 3º quarto. Usarono come ornamenti esterni una sirena o un cigno che ciba i suoi piccoli come cimiero, e un'aquila bicipite imperiale d'Asburgo d'Austria racchiudente lo stemma e cimata dalla corona imperiale, aggiunta nel 1720 per concessione dell'imperatore Carlo VI d'Asburgo. La casata è fiorente ed annovera tra i suoi ultimi esponenti l'attrice Christiane Filangieri.

## Albero genealogico
Di seguito è riportato l'albero genealogico della famiglia Filangieri dal capostipite Riccardo "Angerio", vissuto nell'XI secolo, fino al XVII secolo, secondo le ricostruzioni degli storici e genealogisti Carlo Padiglione, Filiberto Campanile e Scipione Ammirato:
|           |                  |                  |          |         |                   |                   |                         |                      |                  |                  |                   |                   |                       |                       |                  |                  |                    |                    |                  |                  |           |           |                  |                               |                               |           |           |           |        |
|           |                  |                  |          |         |                   |                   |                         | Riccardo "Angerio"   |                  |                  |                   |                   |                       |                       |                  |                  |                    |                    |                  |                  |           |           |                  |                               |                               |           |           |           |        |
|           |                  |                  |          |         |                   |                   |                         |                      |                  |                  |                   |                   |                       |                       |                  |                  |                    |                    |                  |                  |           |           |                  |                               |                               |           |           |           |        |
|           |                  |                  |          |         |                   |                   |                         |                      |                  |                  |                   |                   |                       |                       |                  |                  |                    |                    |                  |                  |           |           |                  |                               |                               |           |           |           |        |
|           |                  |                  |          |         | Roberto           | Roberto           | Guglielmo di Angerio    | Guglielmo di Angerio | Ruggero          | Ruggero          | Tancredi          | Tancredi          |                       |                       |                  |                  |                    |                    |                  |                  |           |           |                  |                               |                               |           |           |           |        |
|           |                  |                  |          |         |                   |                   |                         |                      |                  |                  |                   |                   |                       |                       |                  |                  |                    |                    |                  |                  |           |           |                  |                               |                               |           |           |           |        |
|           |                  |                  |          |         |                   |                   |                         |                      |                  |                  |                   |                   |                       |                       |                  |                  |                    |                    |                  |                  |           |           |                  |                               |                               |           |           |           |        |
|           |                  |                  |          |         |                   |                   | Giordano di Angerio     |                      |                  |                  |                   |                   |                       |                       |                  |                  |                    |                    |                  |                  |           |           |                  |                               |                               |           |           |           |        |
|           |                  |                  |          |         |                   |                   |                         |                      |                  |                  |                   |                   |                       |                       |                  |                  |                    |                    |                  |                  |           |           |                  |                               |                               |           |           |           |        |
|           |                  |                  |          |         |                   |                   |                         |                      |                  |                  |                   |                   |                       |                       |                  |                  |                    |                    |                  |                  |           |           |                  |                               |                               |           |           |           |        |
|           |                  |                  |          |         |                   |                   | Guglielmo Filii Angerii |                      |                  |                  |                   |                   |                       |                       |                  |                  |                    |                    |                  |                  |           |           |                  |                               |                               |           |           |           |        |
|           |                  |                  |          |         |                   |                   |                         |                      |                  |                  |                   |                   |                       |                       |                  |                  |                    |                    |                  |                  |           |           |                  |                               |                               |           |           |           |        |
|           |                  |                  |          |         |                   |                   |                         |                      |                  |                  |                   |                   |                       |                       |                  |                  |                    |                    |                  |                  |           |           |                  |                               |                               |           |           |           |        |
|           |                  | Giordano         | Giordano |         |                   |                   |                         |                      |                  |                  |                   | Guidone           | Guidone               |                       |                  |                  |                    |                    |                  |                  |           |           |                  |                               |                               |           |           |           |        |
|           |                  |                  |          |         |                   |                   |                         |                      |                  |                  |                   |                   |                       |                       |                  |                  |                    |                    |                  |                  |           |           |                  |                               |                               |           |           |           |        |
|           |                  |                  |          |         |                   |                   |                         |                      |                  |                  |                   |                   |                       |                       |                  |                  |                    |                    |                  |                  |           |           |                  |                               |                               |           |           |           |        |
| Guglielmo | Guglielmo        | Matteo           | Matteo   | Guidone | Guidone           |                   | Guglielmo               | Guglielmo            | Agaluzio         | Agaluzio         | Giordano          | Giordano          | Enrico                | Enrico                | Riccardo         | Riccardo         | Lottiero           | Lottiero           |                  |                  |           |           |                  |                               |                               |           |           |           |        |
|           |                  |                  |          |         |                   |                   |                         |                      |                  |                  |                   |                   |                       |                       |                  |                  |                    |                    |                  |                  |           |           |                  |                               |                               |           |           |           |        |
|           |                  |                  |          |         |                   |                   |                         |                      |                  |                  |                   |                   |                       |                       |                  |                  |                    |                    |                  |                  |           |           |                  |                               |                               |           |           |           |        |
|           |                  | Ruggero          | Ruggero  | Pietro  | Pietro            | Riccardo          | Riccardo                | Guglielmo            | Guglielmo        | Roberto          | Roberto           | Migliore          | Migliore              | Giordano              | Giordano         |                  |                    | Lottiero           | Lottiero         |                  |           | Alduino   | Alduino          |                               |                               |           |           |           |        |
|           |                  |                  |          |         |                   |                   |                         |                      |                  |                  |                   |                   |                       |                       |                  |                  |                    |                    |                  |                  |           |           |                  |                               |                               |           |           |           |        |
|           |                  |                  |          |         |                   |                   |                         |                      |                  |                  |                   |                   |                       |                       |                  |                  |                    |                    |                  |                  |           |           |                  |                               |                               |           |           |           |        |
|           |                  |                  |          |         | Ilaria "Chilonia" | Ilaria "Chilonia" | Isabella                | Isabella             |                  |                  |                   |                   | Riccardo "il Giovane" | Riccardo "il Giovane" | Abbo             | Abbo             | Riccardo           | Riccardo           |                  |                  |           |           |                  |                               | Ruggero                       | Ruggero   | Angela    | Angela    |        |
|           |                  |                  |          |         |                   |                   |                         |                      |                  |                  |                   |                   |                       |                       |                  |                  |                    |                    |                  |                  |           |           |                  |                               |                               |           |           |           |        |
|           |                  |                  |          |         |                   |                   |                         |                      |                  |                  |                   |                   |                       |                       |                  |                  |                    |                    |                  |                  |           |           |                  |                               |                               |           |           |           |        |
|           |                  |                  |          |         |                   |                   |                         |                      |                  |                  |                   |                   |                       |                       |                  | Filippo          | Filippo            | Martuccio          | Martuccio        |                  |           |           |                  |                               | Francesco                     | Francesco |           |           |        |
|           |                  |                  |          |         |                   |                   |                         |                      |                  |                  |                   |                   |                       |                       |                  |                  |                    |                    |                  |                  |           |           |                  |                               |                               |           |           |           |        |
|           |                  |                  |          |         |                   |                   |                         |                      |                  |                  |                   |                   |                       |                       |                  |                  |                    |                    |                  |                  |           |           |                  |                               |                               |           |           |           |        |
|           |                  |                  |          |         |                   |                   |                         |                      |                  | Jacopo/Giacomo   | Jacopo/Giacomo    | Antonio           | Antonio               |                       | Riccardo         | Riccardo         | Bartolomeo         | Bartolomeo         |                  | Giovanni         | Giovanni  | Petruccio | Petruccio        | Riccardo                      | Riccardo                      | Arrigo    | Arrigo    |           |        |
|           |                  |                  |          |         |                   |                   |                         |                      |                  |                  |                   |                   |                       |                       |                  |                  |                    |                    |                  |                  |           |           |                  |                               |                               |           |           |           |        |
|           |                  |                  |          |         |                   |                   |                         |                      |                  |                  |                   |                   |                       |                       |                  |                  |                    |                    |                  |                  |           |           |                  |                               |                               |           |           |           |        |
|           |                  |                  |          |         | Giacomo Nicola    | Giacomo Nicola    |                         | Lancillo             | Lancillo         |                  | Riccardo          | Riccardo          | Filippo "il Prete"    | Filippo "il Prete"    | Maria "Mariella" | Maria "Mariella" |                    |                    | Nicolò           | Nicolò           | Petruccio | Petruccio |                  |                               |                               |           |           |           |        |
|           |                  |                  |          |         |                   |                   |                         |                      |                  |                  |                   |                   |                       |                       |                  |                  |                    |                    |                  |                  |           |           |                  |                               |                               |           |           |           |        |
|           |                  |                  |          |         |                   |                   |                         |                      |                  |                  |                   |                   |                       |                       |                  |                  |                    |                    |                  |                  |           |           |                  |                               |                               |           |           |           |        |
|           | Covello/Gurrello | Covello/Gurrello | Alduino  | Alduino | Giannuccio        | Giannuccio        | Urbano                  | Urbano               | Caterina         | Caterina         | Matteo            | Matteo            |                       |                       |                  |                  |                    |                    | Francesco        | Francesco        |           |           |                  |                               |                               |           |           |           |        |
|           |                  |                  |          |         |                   |                   |                         |                      |                  |                  |                   |                   |                       |                       |                  |                  |                    |                    |                  |                  |           |           |                  |                               |                               |           |           |           |        |
|           |                  |                  |          |         |                   |                   |                         |                      |                  |                  |                   |                   |                       |                       |                  |                  |                    |                    |                  |                  |           |           |                  |                               |                               |           |           |           |        |
|           |                  |                  |          |         |                   |                   | Berardino               | Berardino            |                  |                  | Filippo           | Filippo           | Berarda               | Berarda               | ...              | ...              | Giovanni Berardino | Giovanni Berardino | Luigi            | Luigi            | Francesco | Francesco |                  |                               |                               |           |           |           |        |
|           |                  |                  |          |         |                   |                   |                         |                      |                  |                  |                   |                   |                       |                       |                  |                  |                    |                    |                  |                  |           |           |                  |                               |                               |           |           |           |        |
|           |                  |                  |          |         |                   |                   |                         |                      |                  |                  |                   |                   |                       |                       |                  |                  |                    |                    |                  |                  |           |           |                  |                               |                               |           |           |           |        |
|           |                  |                  |          |         |                   | Giulia            | Giulia                  | Lucrezia             | Lucrezia         | Cola Antonio     | Cola Antonio      |                   | Ferrante              | Ferrante              |                  |                  |                    |                    | Giacomo Antonio  | Giacomo Antonio  | Annibale  | Annibale  |                  | Giovanni Martino "il Vecchio" | Giovanni Martino "il Vecchio" |           |           |           |        |
|           |                  |                  |          |         |                   |                   |                         |                      |                  |                  |                   |                   |                       |                       |                  |                  |                    |                    |                  |                  |           |           |                  |                               |                               |           |           |           |        |
|           |                  |                  |          |         |                   |                   |                         |                      |                  |                  |                   |                   |                       |                       |                  |                  |                    |                    |                  |                  |           |           |                  |                               |                               |           |           |           |        |
|           |                  |                  |          |         |                   |                   |                         |                      | Giovanni Tommaso | Giovanni Tommaso | Giovanni Battista | Giovanni Battista | Pirro                 | Pirro                 |                  |                  |                    |                    | Fabio            | Fabio            | Scipione  | Scipione  |                  |                               |                               | Cesare    | Cesare    | Pompeo    | Pompeo |
|           |                  |                  |          |         |                   |                   |                         |                      |                  |                  |                   |                   |                       |                       |                  |                  |                    |                    |                  |                  |           |           |                  |                               |                               |           |           |           |        |
|           |                  |                  |          |         |                   |                   |                         |                      |                  |                  |                   |                   |                       |                       |                  |                  |                    |                    |                  |                  |           |           |                  |                               |                               |           |           |           |        |
|           |                  |                  |          |         |                   |                   |                         |                      |                  |                  |                   | Filippo           | Filippo               | Marco Antonio         | Marco Antonio    |                  |                    |                    | Giovanni Martino | Giovanni Martino | Pompeo    | Pompeo    | Giovanni Tommaso | Giovanni Tommaso              | Annibale                      | Annibale  | Francesco | Francesco |        |
|           |                  |                  |          |         |                   |                   |                         |                      |                  |                  |                   |                   |                       |                       |                  |                  |                    |                    |                  |                  |           |           |                  |                               |                               |           |           |           |        |
|           |                  |                  |          |         |                   |                   |                         |                      |                  |                  |                   |                   |                       |                       |                  |                  |                    |                    |                  |                  |           |           |                  |                               |                               |           |           |           |        |
|           |                  |                  |          |         |                   |                   |                         |                      |                  |                  |                   |                   |                       |                       |                  | Scipione         | Scipione           | Giovanni           | Giovanni         | Marcello         | Marcello  | Fabio     | Fabio            | Marco Antonio                 | Marco Antonio                 | ...       | ...       |           |        |

## Ramificazioni

### Principi di Cutò

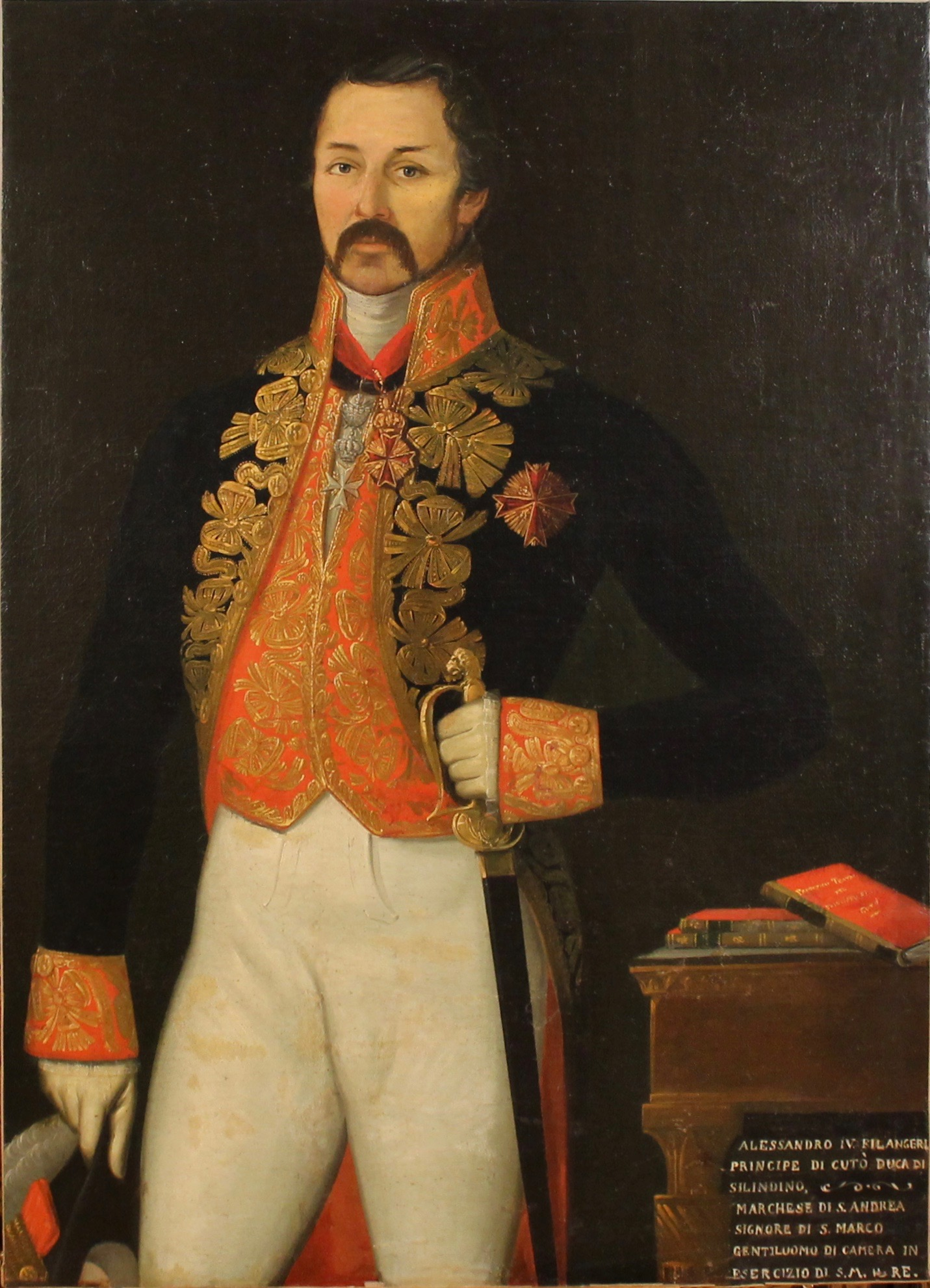
Alessandro Filangieri del ramo dei principi di Cutò

Il primo ad essere investito del principato di Cutò fu Alessandro Filangieri, marchese di Lucca Sicula, che sposò nel 1706 Giulia Platamone, erede del feudo. Tra i principi di Cutò si annovera un altro Alessandro, capitano e giustiziere di Palermo nel 1726 e un Girolamo, anch'egli capitano e giustiziere nel 1743 e gentiluomo di camera del re Carlo III di Spagna. Il ramo vantò vari viceré e luogotenenti, tra cui Alessandro Filangieri (1803-1806) e il figlio Niccolò (1816-1817 e 1812-1824). Le loro principali dimore furono il Palazzo Cutò sito a Bagheria in Via Maqueda, opera di Giacomo Amato, con uno scalone realizzato dall'architetto Giovanni Del Frago, e il Palazzo Cutò di Corso Vittorio Emanuele, di fronte alla Cattedrale, il cui prospetto si deve all'architetto Emmanuele Palazzotto nel 1836. Appartennero a questo ramo Teresa Mastrogiovanni Tasca Filangieri di Cutò, madre del poeta Lucio Piccolo, barone di Calanovella, figlio di Giuseppe, e sua sorella Beatrice, madre dello scrittore Giuseppe Tomasi di Lampedusa.

### Candida Gonzaga
Da un ramo dei Filangieri ebbero origine i Candida, il cui capostipite fu Alduino Filangieri. Il ramo napoletano, per essere succeduto al duca Ferdinando Carlo Gonzaga (1652-1708), aggiunse il cognome Gonzaga al proprio. Tra i membri illustri di questo ramo si annovera Giovanni Candida, vescovo di Bovino nel 1477.

## Membri principali

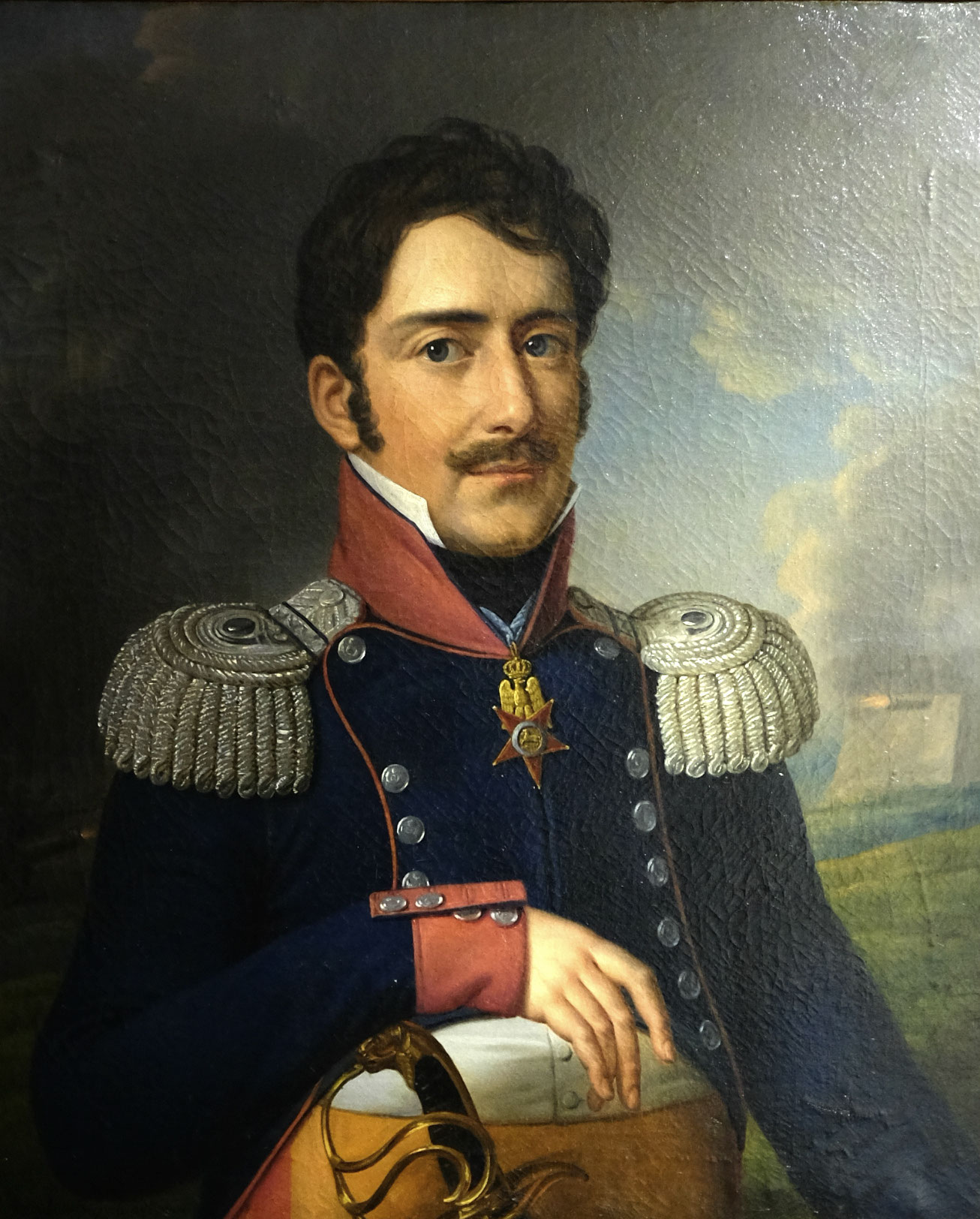
Carlo Filangieri, principe di Satriano

- Alduino Filangieri di Candida, capostipite del ramo dei Filangieri di Candida;
- Riccardo Filangieri, maresciallo e luogotenente dei regni di Gerusalemme e Sicilia;
- Gaetano Filangieri, cavaliere dei principi d'Arianiello, giurista e illuminista;
- Alessandro Filangieri, principe di Cutò;
- Riccardo Serafino Filangieri, arcivescovo di Palermo e presidente del Regno di Sicilia dal 1774 al 1778;
- Gaetano Filangieri, principe di Satriano;
- Carlo Filangieri, principe di Satriano;
- Teresa Filangieri Fieschi Ravaschieri, filantropa e scrittrice;
- Berardo Filangieri di Candida Gonzaga, storico e genealogista;
- Riccardo Filangieri di Candida Gonzaga, archivista, storico e genealogista;
- Angerio Filangieri di Candida Gonzaga, economista;
- Christiane Filangieri, attrice.

## Varianti dello stemma

D'argento, alla croce rossa. (stemma originario dei Filangieri)
D'argento, alla croce azzurra e al lambello rosso di tre pendenti in capo.(Stemma dei Filangieri del Seggio di Nilo)
D'argento, alla croce d'azzurro, lo scudo accollato all'aquila austriaca coronata del diadema imperiale e racchiuso il tutto in altro scudo d'oro cimato da corona reale. (stemma dei Filangieri a partire dal 1720 per concessione dell'imperatore Carlo VI d'Asburgo)
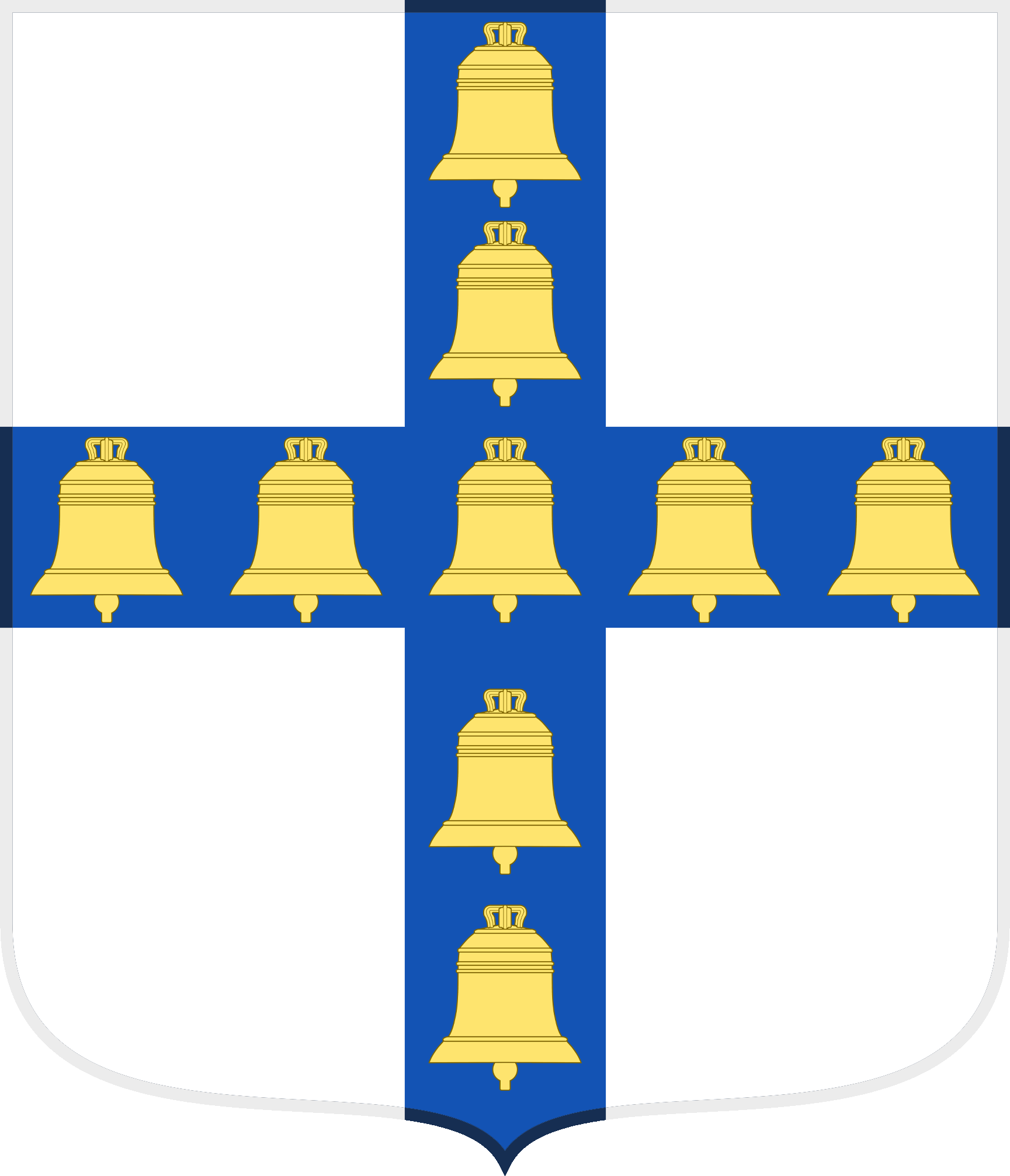
D'argento alla croce azzurra caricata da nove campane d'oro. (1º stemma dei Filangieri di Sicilia)
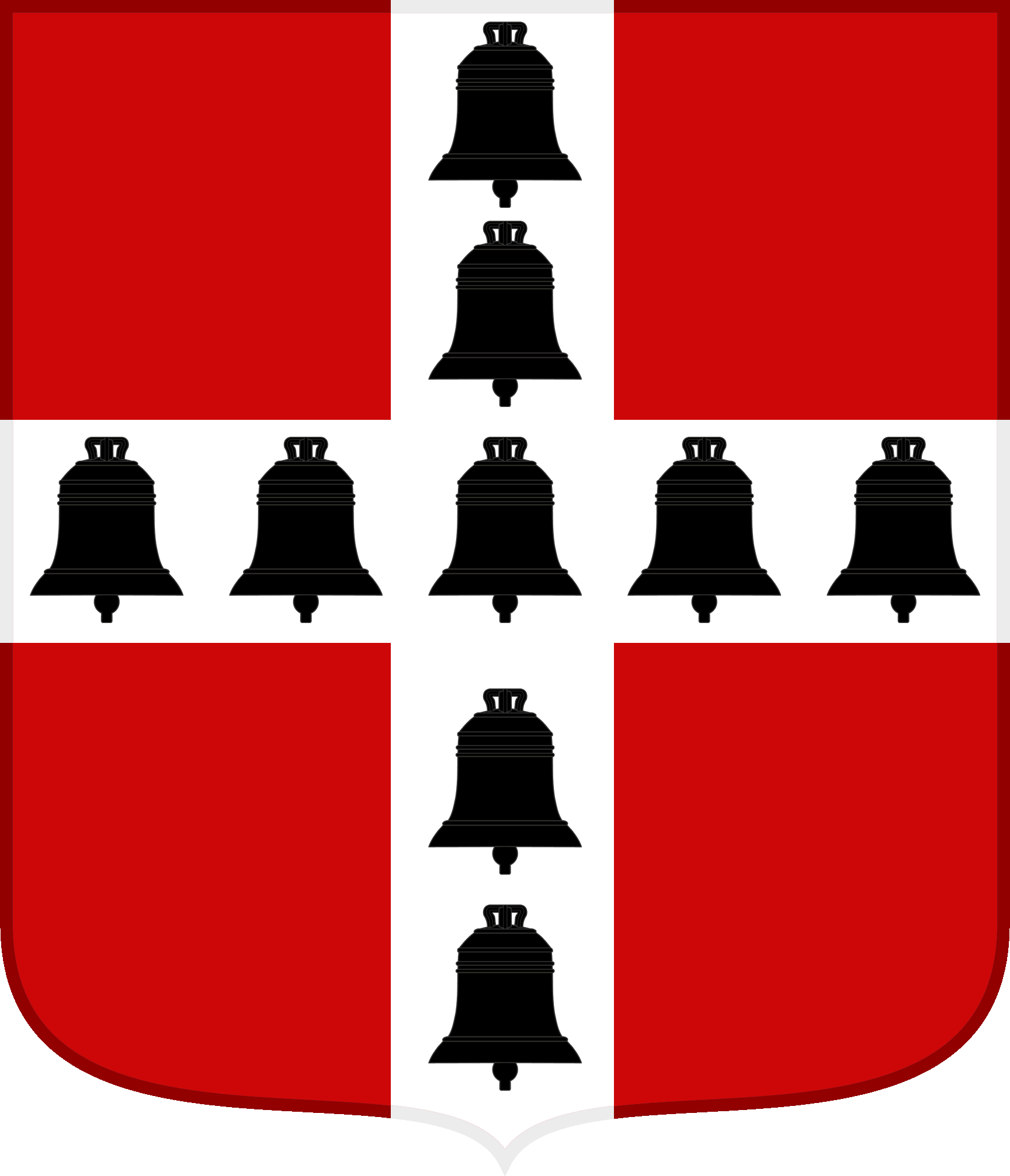
Di rosso alla croce d'argento caricata da nove campane di nero. (2º stemma dei Filangieri di Sicilia)
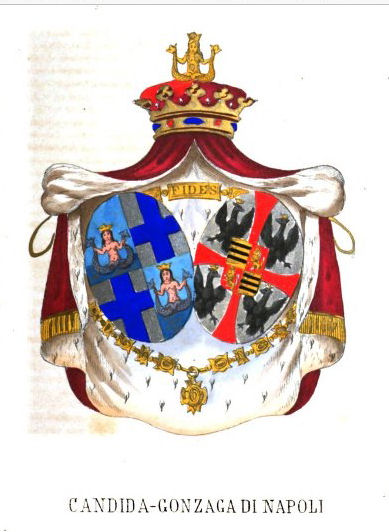
Inquartato, nel 1º e 4º d'argento alla sirena di carnagione coronata d'oro nuotante sopra un mare verde; nel 2º e 3º d'azzurro alla croce d'argento (Candida) e D'argento alla croce patente di rosso accantonata da quattro aquile di nero dal volo abbassato, imbeccate e membrate di rosso, rivolte alla destra araldica; sul tutto, uno scudo inquartato: nel primo e nel quarto di rosso al leone dalla coda doppia d'argento, armato e lampassato d'oro, coronato e collarinato dello stesso; nel secondo e nel terzo fasciato d'oro e di nero (Gonzaga). (stemma unificato dei Candida Gonzaga)

## Architetture legate ai Filangieri

### Campania

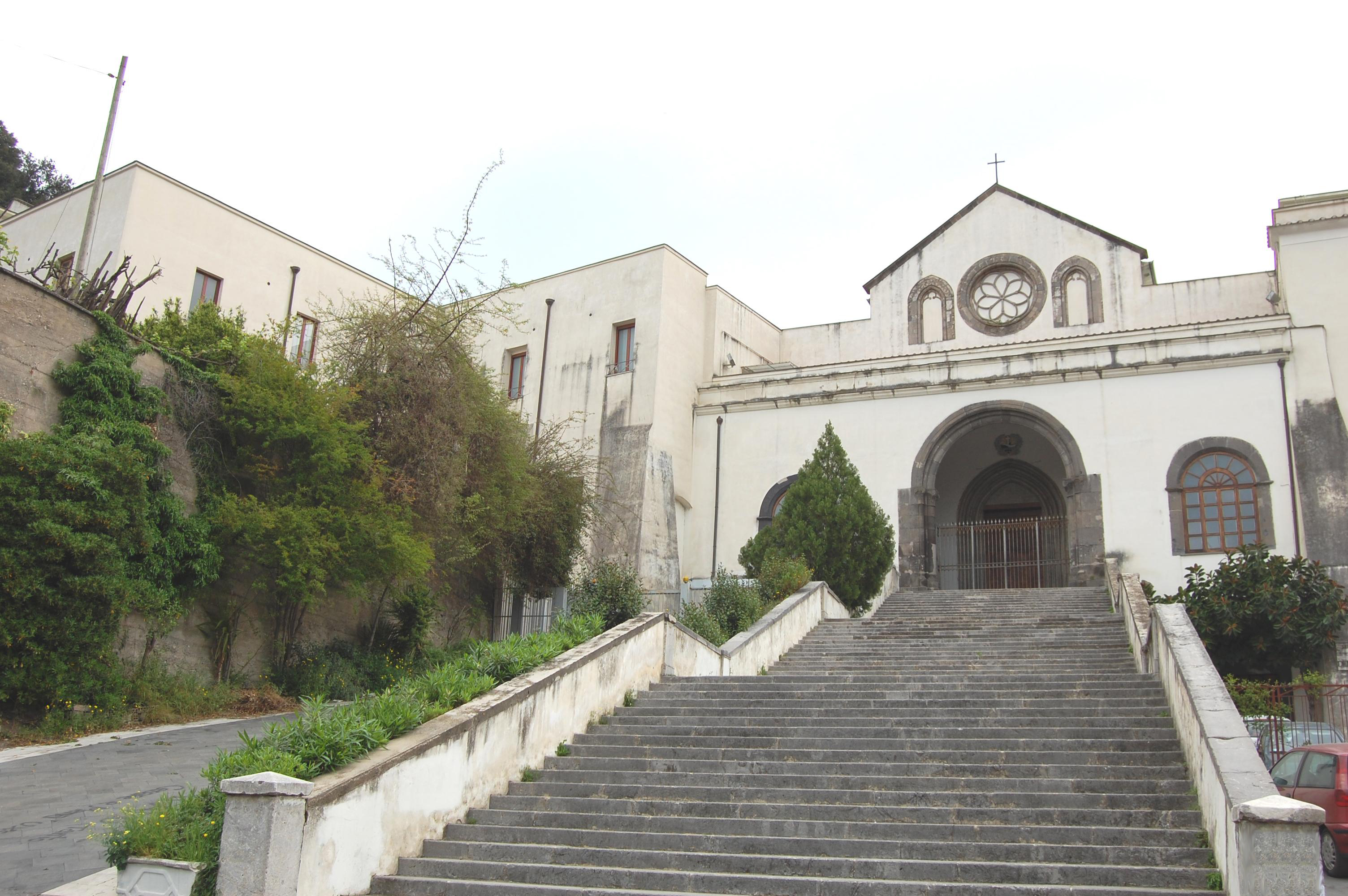
Basilica di Sant'Antonio a Nocera Inferiore, architettura in Campania legata ai Filangieri

- Basilica di Sant'Antonio a Nocera Inferiore;
- Castello di Candida;
- Chiesa Immacolata e Sant'Antonio alla Cercola, eretta nel 1755 dal principe di Arianiello Cesare Filangieri, fino al 1877 ricadente nella frazione Ponte della Cercola del comune di San Sebastiano al Vesuvio e fu succursale del Santuario di San Sebastiano Martire[16];
- Palazzo Baronale di Lapio;
- Palazzo Filangieri a Chiaia di Napoli;
- Palazzo Filangieri d'Arianello di Napoli;
- Palazzo Filangieri di San Potito Sannitico;
- Palazzo Filangieri d'Arianiello di San Sebastiano al Vesuvio (casa natale del giurista e illuminista Gaetano Filangieri). Dal 1877 la dimora rientrò nel territorio del comune di Massa di Somma che cambiò, nello stesso anno, la denominazione in Cercola. Il palazzo fu demolito negli anni ottanta del secolo scorso[16];
- Villa Filangieri De Clario di San Paolo Bel Sito;
- Villa Filangieri Rossi di Torre Annunziata.

### Sicilia

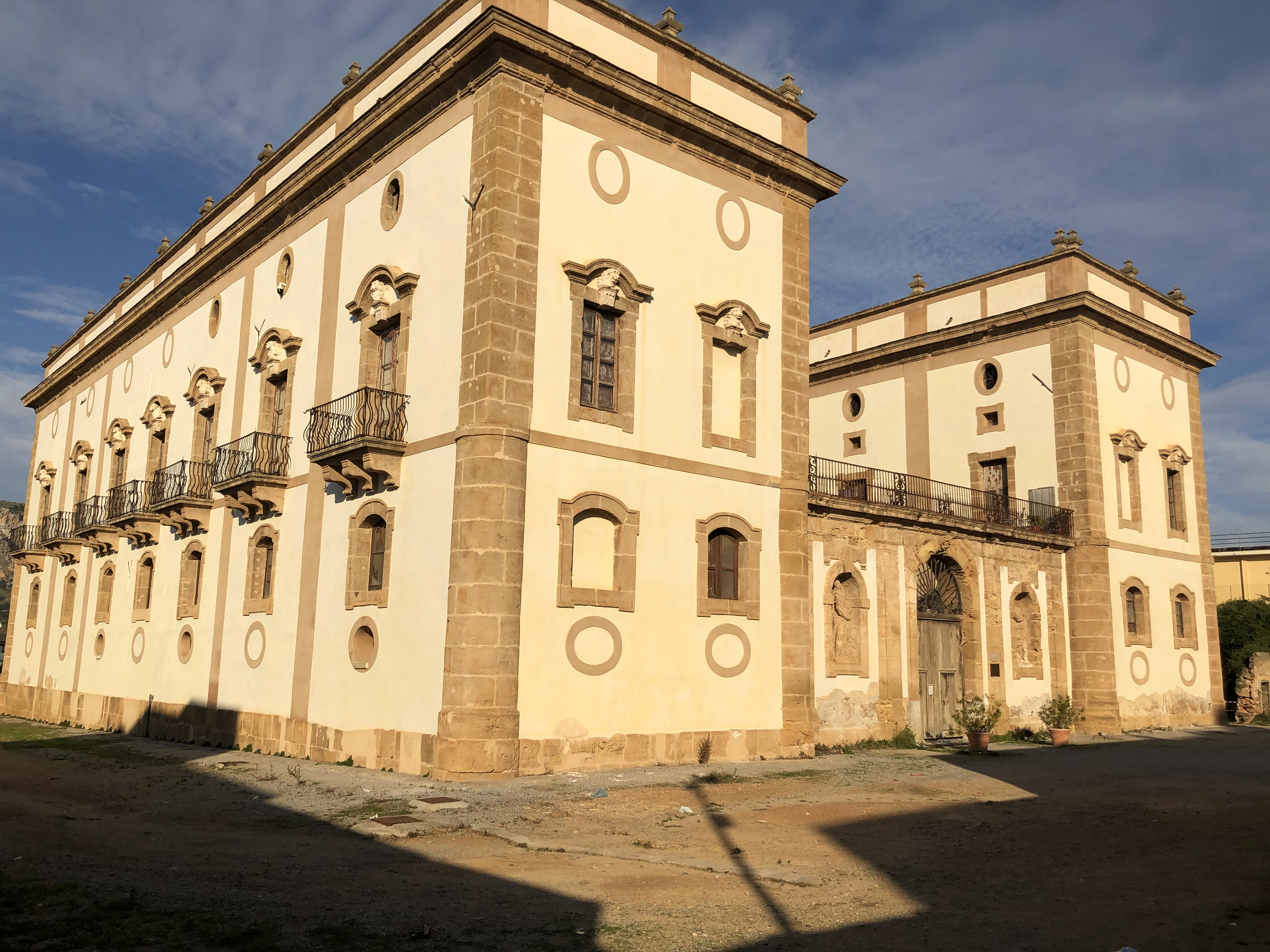
Palazzo Cutò di Bagheria, architettura in Sicilia legata ai Filangieri

- Baglio di Villafrati, residenza feudale dei Principi di Mirto, nonché conti di San Marco;
- Castello di San Marco d'Alunzio, presente allo stato di rudere;
- Palazzo Cutò di Bagheria;
- Palazzo Filangieri di Santa Margherita di Belice, danneggiato dal terremoto del 1968;
- Palazzo Mirto di Palermo, abitato dai Principi di Mirto, nonché conti di San Marco, fino al 1984;
- Palazzo Ramacca, sede dell'Accademia nazionale di scienze, lettere e arti, fondata nel 1718 da Pietro Filangieri;
- Piazza Cutò di Lucca Sicula;
- Villa Filangeri di Santa Flavia, sede del municipio del comune;
- Villa San Marco di Santa Flavia.